# مایو، دماغه سبز
مایو، کیپ ورد (به لاتین: Maio, Cape Verde) یک جزیره در کیپ ورد است که در جزایر بارلاونتو واقع شده‌است.

## خصوصیات
مایو ۴۳۶ متر بالاتر از سطح دریا واقع شده‌است.

## خواهرخوانده
شهرهای لورس و Vila Nova de Poiares خواهرخوانده‌های مایو، کیپ ورد هستند.